# Carl Johan von Konow
Carl Johan von Konow, född 2 januari 1773 i Ackas i Tavastland, död 23 juli 1855 i Helsingfors, var en finländsk militär.
Carl Johan von Konow genomgick Haapaniemi krigsskola och deltog i Gustav III:s ryska krig 1788–90, varunder han blev löjtnant. Han deltog som kapten i 1807 års fälttåg i Pommern, men återvände därifrån vid underrättelsen att finska kriget 1808 utbrutit. Han utmärkte sig vid flera tillfällen, i synnerhet i slaget vid Lappo.
Efter freden 1809 förblev von Konow i svensk krigstjänst till 1810, då han tog avsked med majors grad. Därefter återvände han till hemlandet samt blev 1812 bataljonschef vid Kuopio bataljon av Andra finska jägarregementet, 1819 överstelöjtnant och 1824 chef för Tavastehus bataljon. År 1825 tog han avsked med överstes rang och levde därefter som jordbrukare.
Carl Johan von Konow skildras från denna tid som en barsk herre, vilken gärna uppehöll sig vid minnena från sitt krigarliv, drag, som man återfinner i den bild Johan Ludvig Runeberg i sitt bekanta skaldestycke "Von Konow och hans korporal" i Fänrik Ståls sägner givit av honom.